# فهم سيد الخواتم
فهم سيد الخواتم كتاب يتكون من مجموعة من المقالات العلمية حول كتابات جيه آر آر تولكين حول الأرض الوسطى، وتتعلق بشكل أساسي بروايته الخيالية سيد الخواتم.
تم تحريره بواسطة روز زيمباردو ونيل د. إيزاكس، وتم نشره في عام 2004. و يتألف من مجموعة مختارة من المقالات من مجموعتين سابقتين لنفس المحررين بعنوان: "تولكين والنقاد" عام 1968، و"تولكين: وجهات نظر نقدية جديدة" عام 1981، بإلإضافة إلى مقالتين جديدتين.
استقبل المختصون هذه المجموعات الترحيب، ووصفوا كتاب 1968 على وجه الخصوص بأنه كان "علامة فارقة" في بحث أعمال تولكين. ووُصف كتاب عام 1981 بأنه نظرة عامة جيدة على بحث أعمال تولكين، بينما أطلق على كتاب عام 2004 اسم "مختارات رائعة". وكتبت مجلة أبحاث تولكين أن مجموعتي 1968 و2004 لهما أهمية "لا شك فيها" في تاريخ دراسات تولكين.